# Malo dnarja, malo muzike
Malo dnarja, malo muzike je EP slovenske rock skupine Zmelkoow, izdan leta 2015 pri založbi KUD Napačen planet.
"Kekčeva nebesa" je priredba pesmi "Stairway to Heaven" skupine Led Zeppelin s prirejenim besedilom pesmi "Dobra volja je najbolja" iz filma Kekec (1951).

## Seznam pesmi
Vse pesmi je napisal Goga Sedmak, razen kjer je to navedeno.
| Št. | Naslov                                                               | Dolžina |
| --- | -------------------------------------------------------------------- | ------- |
| 1.  | „Kaj nam fali?‟                                                      | 3:24    |
| 2.  | „Kekčeva nebesa‟ (Jimmy Page, Robert Plant, Frane Milčinski - Ježek) | 3:36    |
| 3.  | „Nočem bit DJ‟                                                       | 2:48    |
| 4.  | „Zavese plešejo‟                                                     | 3:41    |
| 5.  | „Zlata ribica 2015‟                                                  | 2:53    |

## Zasedba
| Zmelkoow - Goga Sedmak — vokal, kitara - Žare Pavletič — bas kitara - Aleš Koščak — bobni - Anuša Podgornik — vokal, flavta, klaviature - Aleksandra Čermelj — vokal (4) - Eva Brajkovič — vokal (4) - Iztok Cergol - violina, harmonika, mandolina | Ostali - Gaber Radojević — produkcija, mix (1) - Mitja Cerkvenik — produkcija, mix (3) - Jan Baruca — snemanje, mix (2,4,5) |
| | |